# Mail on Sunday
Mail on Sunday es el álbum debut del cantante estadounidense de hip hop Flo Rida y fue lanzado el 18 de marzo de 2008. Esto produjo 3 sencillos, el primero, "Low" fue número 1 en los EE. UU. en el Billboard Hot 100 durante 10 semanas. El segundo y tercer singles, "Elevator" y "In the Ayer". "Roll" (con Sean Kingston) se posicionó en el número 59 en la EE. UU. Billboard Hot 100, y en el número 43 en el Canadian Hot 100 debido a las ventas digitales en ambos países.

## Sencillos
En este álbum varios artistas colaborarón entre ellos T-Pain, Timbaland , Sean Kingston, Will.I.Am entre muchos otros.
- El primer sencillo fue "Low" junto a T-Pain el tema formó parte de la banda sonora de la película Step Up 2 the Streets la canción tuvo un gran recibimiento, debutó número 91 en Billboard hot 100 para luego subir hasta el puesto 1 y mantenerse ahí por 10 semanas.

- Elevator fue elegido como segundo sencillo del álbum, cuenta con la colaboración y producción de Timbaland , debutó en el puesto #100 la primera semana luego #28 y finalmente #16.

- El tercer y último sencillo fue In The Ayer cuenta con la colaboración y también producción de Will.I.Am integrante del grupo Black Eyed Peas, debutó #38 la primera semana par aluego mantenerse #9 en hot 100.

## Ventas
El álbum debutó #4 en Billboard 200 con ventas de 86 000 copias la primera semana. El 31 de marzo de 2009 el álbum registro ventas de 379 595 en los Estados Unidos y un poco más de 680 000 copias mundialmente.
En Inglaterra el álbum fue certificado platino.

## Lista de canciones
| Número | Título                  | Productor(s)             | Colaboración       | Tiempo |
| ------ | ----------------------- | ------------------------ | ------------------ | ------ |
| 1.     | "American Superstar"    | Da Honorable C.N.O.T.E.  | Lil Wayne          | 3:40   |
| 2.     | "Ack Like You Know"     | Deputy                   |                    | 3:45   |
| 3.     | "Elevator"              | Timbaland                | Timbaland          | 3:50   |
| 4.     | "Roll"                  | J. R. Rotem              | Sean Kingston      | 4:00   |
| 5.     | "Low"                   | DJ Montay                | T-Pain             | 3:50   |
| 6.     | "Priceless"             | DJ Nasty & LVM           | Birdman            | 3:52   |
| 7.     | "Ms. Hangover"          | J.R. Rotem               | Taio Cruz          | 3:57   |
| 8.     | "Still Missin"          | Kane Beatz               |                    | 4:40   |
| 9.     | "In the Ayer"           | Will.I.Am                | Will.I.Am          | 3:40   |
| 10.    | "Me & U"                | DJ Frank E               |                    | 4:30   |
| 11.    | "All My Life"           | FATBOI                   |                    | 3:33   |
| 12.    | "Don't Know How to Act" | Da Honorable C.N.O.T.E.  | Yung Joc           | 3:33   |
| 13.    | "Freaky Deaky"          | Gorilla Tek, Drum Majorz | Trey Songz         | 3:17   |
| 14.    | "Money Right"           | Javon "4Mill" Thomas     | Rick Ross & Brisco | 3:16   |

### Pistas adicionales
| #   | Título        | Productor(s)  | Colaboración(s) | Info                | Tiempo | Versión                 |
| --- | ------------- | ------------- | --------------- | ------------------- | ------ | ----------------------- |
| 15. | "Gotta Eat"   | Young Juve    |                 |                     | 3:52   | Bonus track de Best Buy |
| 16. | "Make A Wish" | Firstborn     |                 |                     | 4:06   | Bonus track de Best Buy |
| 17. | "Low"         | Travis Barker | T-Pain          | Travis Barker Remix | 4:16   | Bonus track de iTunes   |
| 18. | "Birthday"    | The Runners   | Rick Ross       |                     | 5:28   | Bonus track de iTunes   |

## Posicionamiento
| Listas (2008)                         | Posiciones |
| ------------------------------------- | ---------- |
| Australian Albums Chart               | 21         |
| New Zealand Albums Chart              | 14         |
| U.S. Billboard 200                    | 4          |
| U.S. Billboard Top R&B/Hip-Hop Albums | 3          |
| U.S. Billboard Top Rap Albums         | 2          |
| UK Albums Chart                       | 29         |
| Canadian Albums Chart                 | 4          |